# Aéroport de Foligno
L'aéroport de Foligno ou encore aéroport Foligno-Spoleto, aéroport de Foligno-Sant'Eraclio ou encore aéroport de Foligno-Sterpete  est un aéroport civil de l'Ombrie.

## Aéroport
L'aéroport est situé à proximité de Foligno en Ombrie et est utilisé par l'aviation générale : école, business, fret.
Il est utilisé comme base nationale de l'aviation de la protection civile avec la présence de la flotte aérienne et de l'école de pilotage consacrée à cette activité.

## Trafic aérien
L'activité générale transport comprend les vols charter, low cost, aviation d'affaires, aérotaxi et surtout les vols cargo en soutien au centre logistique aéroportuaire le long de la voie ferroviaire Rome-Ancône et la route nationale 3.

## Caractéristiques des pistes
L'aéroport comprend deux pistes:

### RWY 17/35
La piste principale en ciment revêtu d'asphalte est orientée  170°/350° et a une longueur de 1 660 m, dont les premiers 130 m de chaque entrée (pour un total de 260 m), sont considérés stopway (zone d'arrêt). La largeur de la piste est de 30 m. Les dimensions de la piste d’atterrissage (Runway strip) sont de 1 480 × 80 m et  la runway and safety area est de 90 × 60 m, la distance disponible pour le décollage et l'atterrissage est de 1 530 m.
La résistance de la piste est classifiée 36/A/X/T.
La piste est dotée du système d'approche optique PAPI et est équipée pour les vols nocturnes.
Un projet d'extension de la piste à 2 300 m est à l'étude.
TWY ALa piste de roula ge « A », reliant la zone de d'attente à la piste principale, est en asphalte  (largeur 15 m) et d'une résistance classée 36/A/X/T.

### RWY 17GLD/35GLD
La seconde piste est consacrée essentiellement au vol à voile, sa surface est en herbe et située orientalement à la piste principale.
Sa longueur est de 1 100 m et sa largeur 30 m, TODA et ASDA sont de 1 100 m.

### Procédure d'approche
Le trafic s'effectue à Ouest pour les avions à moteur et à Est pour les  planeurs.
En phase d'approche le contact doit être établie avec « Foligno radio » sur la fréquence 119,55 MHz.
L'utilisation simultanée des deux pistes et l'activité des ultra-légers sont interdites.

## Sources
- (it) Cet article est partiellement ou en totalité issu de l’article de Wikipédia en italien intitulé « Aeroporto di Foligno » (voir la liste des auteurs).